# 伯特倫鎮區 (愛荷華州林縣)
伯特倫鎮區（英語：Bertram Township）是位於美國愛荷華州林縣的一個行政鎮區。

## 地方資料
根據2010年美國人口普查的數據，伯特倫鎮區的面積為67.80平方千米，當中陸地面積為66.68平方千米，而水域面積為1.12平方千米。當地共有人口2387人，而人口密度為每平方千米35.21人。